# Ufuriyaa
Ufuriyaa est une petite île inhabitée des Maldives.  

## Géographie
Ufuriyaa est située dans le centre des Maldives, à l'Est de l'atoll Kolhumadulu, dans la subdivision de Thaa.